# Kalyanapura, Tumkur
Kalyanapura là một làng thuộc tehsil Tumkur, huyện Tumkur, bang Karnataka, Ấn Độ.